# Vitonen
Vitonen oder V divisioona ist seit 2024 die siebthöchste Spielklasse im finnischen Fußball für Männer. Die Spielklasse wurde 1973 gegründet und ist seit Mitte der 90er Jahre v. a. unter dem Namen Vitonen bekannt und war bis 2023 die sechsthöchste Spielklasse. Sie wird unter Leitung des Finnischen Fußballverbands ausgerichtet. In der Spielklasse treten 197 Mannschaften in 22 Gruppen an und spielen um den Aufstieg in die sechsthöchste Spielklasse Nelonen. Die Mannschaften in der Vitonen sind zur Teilnahme am Finnischen Fußballpokal qualifiziert.

## Wettkampf
Für einen Sieg gibt es drei, für ein Unentschieden einen Punkt. Während der Spielsaison von April bis Oktober spielt jede Mannschaft einer Gruppe zweimal gegen die anderen Mannschaften, je einmal als Heim- und Auswärtsspiel. Ausnahme sind die 19 Mannschaften der Gruppe Keski-Suomi (Mittelfinnland), in der die Mannschaften nur einmal gegeneinander spielen. Die besten Mannschaften in jeder Gruppe sind zum Aufstieg berechtigt oder spielen in einer Aufstiegsrunde. Die jeweils schlechtpatziertesten Mannschaften steigen ab.

## Administration
Die Verantwortung der Regionalverbände im Finnischen Fußballverband ist für die 22 Gruppen der Vitonen folgendermaßen aufgeteilt.
- Helsinki – 3 Gruppen
- Uusimaa – 4 Gruppen
- Südostfinnland – 2 Gruppen
- Ostfinnland – 4 Gruppen
- Mittelfinnland – 1 Gruppe
- Nordfinnland – 1 Gruppe
- Mittelösterbotten – 1 Gruppe
- Vaasa  – 1 Gruppe
- Satakunta  – 1 Gruppe
- Tampere – 2 Gruppen
- Turku – 1 Gruppe

Die Mannschaften in der Vitonen sind zur Teilnahme am Suomen Regions' Cup qualifiziert.

## Sonstiges
Der auslandsdeutsche Fußballverein FC Germania Helsinki ist Mitglied im Finnischen Fußballverband seit 2017. Die erste Mannschaft spielte zwischen 2020 und 2022 in der Vitonen.